# National Red Cross Pageant
National Red Cross Pageant è un film muto del 1917 diretto da Christy Cabanne. Il film prodotto da National Red Cross Pageant Committee, uscì nelle sale nel dicembre 1917. Venne girato in esterni il 5 ottobre 1917 alla fattoria  Rosemary vicino a Huntington, Long Island (New York).
Vi appaiono come interpreti tutti e tre i fratelli John, Ethel e Lionel Barrymore. Quest'ultimo sposerà nel 1923 Irene Fenwick, nota attrice teatrale, anche lei nel cast del film.
Il film è considerato perduto.

## Produzione
Il film fu prodotto dalla National Red Cross Pageant Committee.

## Distribuzione
Uscì nelle sale cinematografiche degli Stati Uniti nel dicembre 1917.